# Viviennea flavicincta
Viviennea flavicincta är en fjärilsart som beskrevs av Herrich-Schäffer 1855. Viviennea flavicincta ingår i släktet Viviennea och familjen björnspinnare. Inga underarter finns listade i Catalogue of Life.